# Rafaela (miasto)
Rafaela – miasto w Argentynie; w prowincji Santa Fe; 86 tys. mieszkańców (2006).
Miasto jest siedzibą klubu piłkarskiego 9 de Julio Rafaela.

## Urodzeni w Rafaela
- Florencia Molinero - tenisistka
- María Emilia Salerni - tenisistka

## Miasta partnerskie
- Fossano
- Sigmaringendorf